# Миколай (Могилевський)
Микола́й Могиле́вський (в миру Феодосій Могилевський, 6 серпня 1877, село Комісарівка, Верхньодніпровський повіт, Катеринославщина, Україна - 25 жовтня 1955, Алма-Ата) — перший виборний ректор Чернігівської духовної семінарії, учасник Всеукраїнського церковного собору в добу Гетьманату. Після большевицької окупації України — єпископ Московської патріархії з титулом «Стародубський», а згодом «Сосницький, вікарій Чернігівської єпархії», а згодом - митрополит Алма-Атинській і Казахстанський РПЦ.

## Біографія
Народився в сім'ї псаломщика на Паску. Навчався в Катеринославському духовному училищі (1887-1893) і Катеринославській духовній семінарії (1893-1898). У 1898-1902 роках служив спочатку псаломщиком, а потім учителем другокласної церковної школи. У 1902 році остаточно вирішив стати монахом і попрямував в Нилову пустинь, настоятель якої обіцяв його прийняти в монастир через рік, якщо той не передумає.
У 1903 році він був зарахований до числа послушників монастиря; 6 (19) грудня 1904 пострижений в чернецтво з ім'ям Миколай; 27 травня 1905 висвячений на монастирському храмі архієпископом Тверським Миколою Налімовим в сан ієродиякона, а 9 жовтня 1905 року в Твері єпископом Старицьким Олександром Головіним була здійснена його хіротонія в сан ієромонаха.

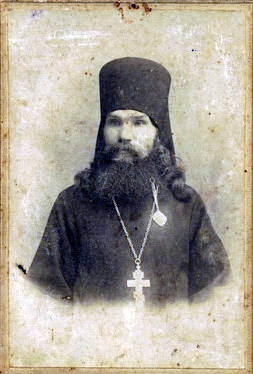

У 1912-1913 роках - інспектор Полтавської духовної семінарії. З 1913-1916 роках - інспектор Чернігівської духовної семінарії; в 1915 році був возведений в сан ігумена і з 10 жовтня 1916 по 12 червня 1917 року був настоятелем Княже-Володимирського монастиря в Іркутську і завідувачем Іркутської учительської місіонерської школи в сані архімандрита.
З 12 червня 1917 року - перший виборний ректор Чернігівської духовної семінарії і настоятель Єлецького Успенського монастиря в Чернігові.
У 1918 році як представник духовно-навчальних закладів брав участь у Всеукраїнському церковному соборі. На осінній сесії Собору було постановлено «бути архімандриту Миколаю єпископом Стародубським», але через його хвороби поставлення було відкладено майже на рік.

### Архієрей
20 жовтня 1919 року в Чернігові він був хіротонізований на єпископа Стародубського, вікарія Чернігівської єпархії. Хітротонію зробили єпископи Пахомій Кедров та Іван Доброславін. Пізніше він дякував «Господа за те, що хіротонія відбулася після того, як багато хто з тих архієреїв, хто збирався на Собор в 1918 році, до осені 1919 року вже емігрували за кордон... що я не опинився в розколі, не втік разом з іншими за кордон, а залишився на своїй батьківщині».
З 1920 року — єпископ Сосницький, вікарій Чернігівської єпархії РПЦ «тихоновської».

### Еміграція з України
З 6 серпня 1923 — єпископ Кагірський, Вікарій Тульської єпархії РПЦ. З 19 жовтня 1923 - Тульської єпархії.
8 травня 1925, він був заарештований і ув'язнений на два роки. З 16 вересня 1927 - єпископ Орловський. 
27 липня 1932 був знову заарештований і відправлений до Воронежа, де Постановою правління ОГПУ 7 грудня 1932 був засуджений за ст. 58-10 Кримінального кодексу РРФСР на п'ять років позбавлення волі (порівняно легке покарання пояснюється тим, що під час війни він врятував від загибелі одного комісара, а також запобіг нібито єврейському погрому у Чернігові). На питання до слідчого, за що він отримав таке покарання, той відповів: «За вашу популярність. Таких, як ви, потрібно ізолювати на деякий час, щоби люди забули про ваше існування. Ви маєте великий авторитет серед народу і ваша проповідь має велике значення для людей. За вами ідуть!»
Сидів у таборах в Мордовії, Чувашії, в Сарові. У 1937 був звільнений, перебуваючи на відпочинку.

### Заслання до Казахстану
У 1941 році був зведений в сан архієпископа; швидше за все це сталося 10 березня 1941 року, коли він брав участь у скоєнні літургії в день святкування 40-річчя архієрейського служіння Патріаршого Місцеблюстителя митрополита Сергія (Страгородського).
27 червня 1941 заарештований, перебував у в'язниці в Саратові, потім був висланий на п'ять років до Казахстану: спочатку в місто Актюбінськ, а звідти через три місяці в місто Челкар Актюбінської області. На засланні бідував, був тяжко хворий. Його врятував один незнайомий йому татарин, який відвіз архієпископа в лікарню. Коли владика, одужавши, зустрівся зі своїм рятівником, той розповів йому таку історію: «Коли я їхав у своїх справах, Бог сказав мені: «Візьми цього старого, його потрібно врятувати».
У жовтні 1943 року Патріарх Сергій представив владі список з 26 священнослужителів, яких він просив амністувати. Всі згадані в цьому списку на той час вже були розстріляні або померли в таборах, крім Миколи Могилевського. Однак звільнення із заслання не було і тільки після його особистого звернення («старанного прохання») до Наркому Внутрішніх справ СРСР постановою Особливої наради при наркоматі 19 травня 1945 року він був достроково звільнений із заслання (закінчення заслання мало відбутися 27 червня 1946 року).

### На Алма-Атинській кафедрі
З 5 червня 1945 року - архієпископ Алма-Атинський і Казахстанський. Домігся відкриття багатьох храмів та молитовних будинків, часто відвідував парафії єпархії. З 1951 року одночасно керував і Семипалатинською єпархією. З лютого 1955 року -митрополит.
Служив завжди благоговійно, ніколи не поспішав. Молився зі слізьми, особливо при здійсненні літургії, коли співали «Тобі співаємо, Тебе благословляємо...", він завжди плакав. Говорив, що плаче від радості, що Господь сподобив його здійснювати цю літургію і від щастя, що він може принести молитви за всіх своїх духовних чад, за всіх пастви.
У житії владики сказано, що в липні 1947 року він летів на літаку з Алма-Ати на засідання Священного синоду. При посадці владика благословив всіх пасажирів, чим викликав їх глузування. Під час польоту відмовив мотор, і літак почав падати. Весь цей час владика молився про порятунок всіх пасажирів. Літак впав у якесь заболочене, але неглибоке озеро. Коли люди трохи заспокоїлися від пережитого ними страху, то стали підходити і дякувати владиці. У відповідь на вибачення пілота за глузування, владика відповів: «Бог простить. Бога дякуйте і Його Пречисту Матір, і покладайте свої надії на Святителя Миколая».
Під час похорону владики всю дорогу від храму до цвинтаря (близько 7 км) труну з його тілом віруючі несли на руках. За труною, за підрахунками міліції, слідувало до 40 000 чоловік.

### Праці
- Вчення аскетів про пристрасті.
- Стриманість - переможна пісня чистоти // «Голос Церкви» 1914-1915.
- Таємниця душі людської: Святоотч. вчення про боротьбу з пристрастями / Митр. Миколай (Могилевський). - М .: Отчий дім, 1999. - 173 с. - ISBN 5-86809-125-6; СПб .: Бібліополіс, 2007. - 221 с. - ISBN 5-7435-0257-6.